# Jorge Martínez Zárate
Jorge Martínez Zárate (* 1. Oktober 1923 in Buenos Aires; † 1. März 1993 ebenda) war ein argentinischer Gitarrist und Komponist.

## Leben
Er studierte Gitarre bei María Luisa Anido am Musikkonservatorium in Buenos Aires.
Martínez Zárate spielte im berühmten Gitarrenduo mit Graciela Pomponio und ab 1968 im Gitarrenquartett. Mehr als dreißig Tourneen führten ihn nach Europa (u. a. Teatro Real und Concertgebouw) und durch Amerika (u. a. Carnegie Hall und Palacio de Bellas Artes). Mehrere Komponisten widmeten ihm Stücke: Ángel E. Lasala, Federico Moreno Torroba, Germaine Tailleferre, Carlos Guastavino, Juan Carlos Zorzi, Héctor Iglesias Villoud, Guido Santórsola, Georges Migot und Jacques Cerf. LPs und CDs entstanden. Er spielte mit Orchestern wie dem  NDR Sinfonieorchester, Orchestre National de France, Orquesta Nacional de Espana, Orquesta Filarmónica de Buenos Aires und Orquesta Sinfonica Nacional Argentina.
Er war Professor für Gitarre am Conservatorio Nacional de Música Carlos López Buchardo in Buenos Aires. Zu seinen Schülern gehören Miguel Ángel Girollet und Pablo Marquez, ferner Roberto Aussel, Ernesto Bitetti, Raúl Maldonado, Osvaldo Parisi,  Jorge Labanca und Hugo Geller.

## Auszeichnungen
- Premio Konex (1989)

## Diskografie

### Gitarrist
- Panorama of the Guitar (Harmonia Mundi, 2002)
- Guitare Plus: Vol. 2 (Harmonia Mundi, 2008)
- Guitare Plus: Vol. 10 (Harmonia Mundi, 2008)
- Guitare Plus: Vol. 29 (Harmonia Mundi, 2008)

### Komponist
- Guitare Plus: Vol. 8 (Harmonia Mundi, 1994)